# David Torrence
David Torrence (ur. 17 stycznia 1864 w Edynburg, zm. 26 grudnia 1951 w Los Angeles) – szkocki aktor filmowy.

## Wybrana filmografia
- 1921: The Inside of the Cup jako Eldon Parr
- 1924: Tiger Love jako Don Miguel Castelar
- 1929: Disraeli
- 1930: The Devil to Pay! jako Pan Hope
- 1936: Lekarz wiejski jako Senator
- 1953: Botany Bay jako Naczelnik więzienia

## Wyróżnienia
Posiada swoją gwiazdę na Hollywoodzkiej Alei Gwiazd.